# 23街車站 (IRT萊辛頓大道線)
23街車站（英語：23rd Street station）是紐約地鐵IRT萊辛頓大道線的一個慢車地鐵站，位於曼哈頓公園大道南及23街的交界，設有4號線（僅深夜停站）、6號線（任何時候停站）列車服務，而繁忙時段的尖峰方向還有開行<6>列車。

## 車站結構
| Ground | 街道層   | 出入口 北行線升降機位於23街及公園大道南東北角，南行線升降機位於西北角                                              |
| 月台層 | 側式月台 | 側式月台 |
| 月台層 | 北行慢車 | ← 往佩勒姆灣公園或帕克徹斯特 (28街) ← 深夜時往伍德羅恩 (28街)                                                      |
| 月台層 | 北行快車 | ← 不停靠 |
| 月台層 | 南行快車 | → 不停靠 → |
| 月台層 | 南行慢車 | → 往布魯克林大橋-市政府 (14街-聯合廣場 (沒有服務：18街)) → → 深夜時往新地段大道 (14街-聯合廣場 (沒有服務：18街)) → |
| 月台層 | 側式月台 | |

車站於1900年第一條IRT路線時開始興建。由市政府車站到42街以南的一段作為原初IRT路線的一部分於1904年10月27日啟用，包括位於23街的慢車地鐵站。
1948年4月13日，此站月台延長至10節。
截至2014年末，此站開始安裝升降機。為了提供充分空間以安裝北行月台升降機，為於公園大道和23街東北角的北行月台樓梯會拆除，並於街道幾呎後面重置。重置後的樓梯於2015年8月啟用，而升降機安裝工程預計於2016年8月完工。
此站是一個典型的慢車地鐵站，設有兩個側式月台和四條軌道。此站同時設有許多現代化設施，例如緊急通訊系統、南北行兩側的通風井，以及無線上網，並將通訊系統與NYPD緊急直撥線連接。此站沒有廁所。

## 外部連結
- nycsubway.org—IRT East Side Line: 23rd Street
- Station Reporter — 6 Train
- Forgotten NY — Original 28 - NYC's First 28 Subway Stations（页面存档备份，存于）
- MTA's Arts For Transit — 23rd Street (IRT Lexington Avenue Line)
- 23rd Street entrance from Google Maps Street View（页面存档备份，存于）
- 22nd Street entrance from Google Maps Street View
- Platforms from Google Maps Street View （页面存档备份，存于）